# Eshan

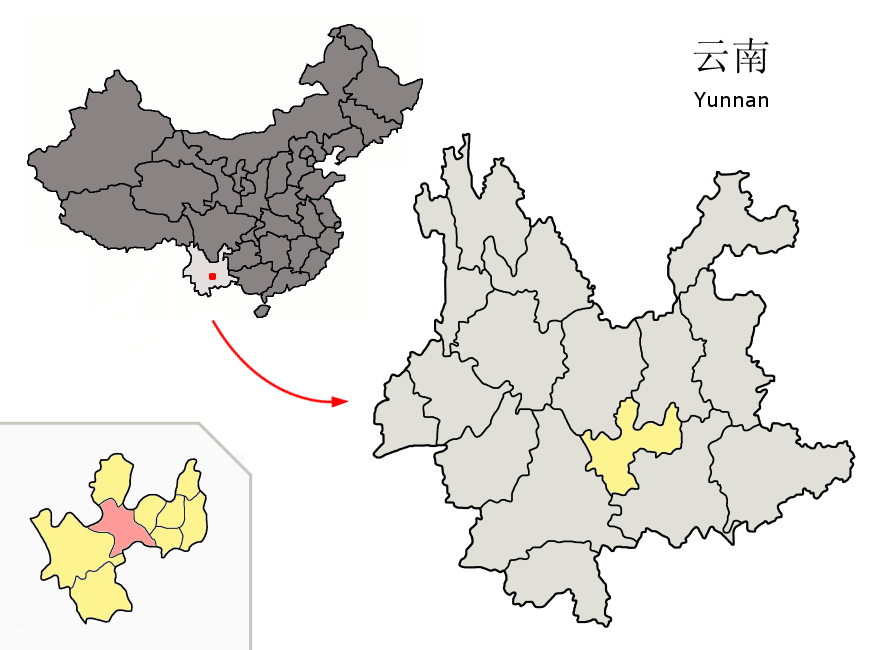
Lage des Autonomen Kreises Eshan der Yi (rosa) in der bezirksfreien Stadt Yuxi (gelb)

Der Autonome Kreis Eshan der Yi (峨山彝族自治县,  Éshān Yízú zìzhìxiàn) ist ein autonomer Kreis der Yi, der zum Verwaltungsgebiet der bezirksfreien Stadt Yuxi in der chinesischen Provinz Yunnan gehört. Die Fläche beträgt 1.931 Quadratkilometer und die Einwohnerzahl 143.903 (Stand: Zensus 2020). 1999 zählte Eshan 145.783 Einwohner.

## Administrative Gliederung
Auf Gemeindeebene setzt sich der autonome Kreis aus fünf Großgemeinden und drei Gemeinden zusammen. Diese sind:
- Großgemeinde Shuangjiang (双江镇)
- Großgemeinde Xiaojie (小街镇)
- Großgemeinde Dianzhong (甸中镇)
- Großgemeinde Huanian (化念镇)
- Großgemeinde Tadian (塔甸镇)

- Gemeinde Chahe (岔河乡)
- Gemeinde Dalongtan (大龙潭乡)
- Gemeinde Fuliangpeng (富良棚乡)